# Cilada (telessérie)
Cilada é uma sitcom brasileira produzida e exibida pelo Multishow em seis temporadas entre 18 de novembro de 2005 e 19 de dezembro de 2009. Foi criada e protagonizada por Bruno Mazzeo, tendo ainda no elenco Renata Castro Barbosa nas duas primeiras temporadas e Débora Lamm da terceira à sexta.
Em 2024 a série ganhou um revival através do Globoplay, com presença do elenco original.

## Produção
Em 16 de outubro de 2007, foi lançado um DVD contendo 8 dos 10 episódios que fazem parte da segunda e terceira temporadas. Algumas cenas do primeira temporada estão disponíveis entre as apresentações especiais do disco. A Rede Globo reexibiu a sitcom como um quadro no programa Fantástico. Em 2011 foi lançada uma adaptação da sitcom para os cinemas, Cilada.com, que teve mais de 3 milhões de telespectadores e tem direção de José Alvarenga Junior. O roteiro ficou por conta de Bruno Mazzeo e Rosana Ferrão, que costumavam roteirizar o seriado. No dia 30 de abril de 2022, Bruno Mazzeo anunciou em seu Instagram que o seriado voltará a ser produzido naquele ano.  As gravações do revival foram iniciadas no mesmo ano com direção de Felipe Joffily.

## Enredo
A série mostra situações do dia-a-dia que podem se transformar em situações problemáticas.

## Elenco
| Bruno Mazzeo          | Bruno Amadeu  |  |  |  |  |  |  |  |  |  |  |
| Renata Castro Barbosa | Renata Soto   |  |  |  |  |  |  |  |  |  |  |
| Débora Lamm           | Débora Dantas |  |  |  |  |  |  |  |  |  |  |
| Thelmo Fernandes      | Gerson        |  |  |  |  |  |  |  |  |  |  |
| Pedroca Monteiro      | Julião        |  |  |  |  |  |  |  |  |  |  |
| Fafy Siqueira         | Nice          |  |  |  |  |  |  |  |  |  |  |
| Heloísa Jorge         | Dra. Barbara  |  |  |  |  |  |  |  |  |  |  |
| Augusto Madeira       | Sandro        |  |  |  |  |  |  |  |  |  |  |
| Karla Karenina        | Augusta       |  |  |  |  |  |  |  |  |  |  |

## Personagens
Todos são interpretados por Bruno Mazzeo.
- Albenzio Peixoto: antropólogo que sempre aparece para dar explicações confusas sobre algum tema. É sempre interrompido durante suas explicações.
- Cráudia, a Babá: babá de classe baixa.
- He-Man: superherói antes famoso, atualmente sem fama e com problemas monetários.
- Alexandre Focker: uma paródia do deputado federal e ator pornô Alexandre Frota.
- Mário Macaco: Aparece somente no Fantástico, porém ele funciona como substituto do Alexandre Focker. Ele sempre terminava seus depoimentos estralando o pescoço.
- Maria do Rosário Albuquerque etc.: vedete rica que sempre se queixa de costumes de classes média e baixa.
- Marlonbrandson: típico cafajeste carioca.
- Dra. Mirtes de Lourdes: Sexóloga e sexologista que aparece na última temporada explicando os tipos de mulher com que o Bruno sai.
- Antônio Speed: empresário que sofre de stress e mau humor.
- Pequinho Parafina: surfista.
- Paulinho Mutuca: hippie velho.